# マルティン・ショーンガウアー

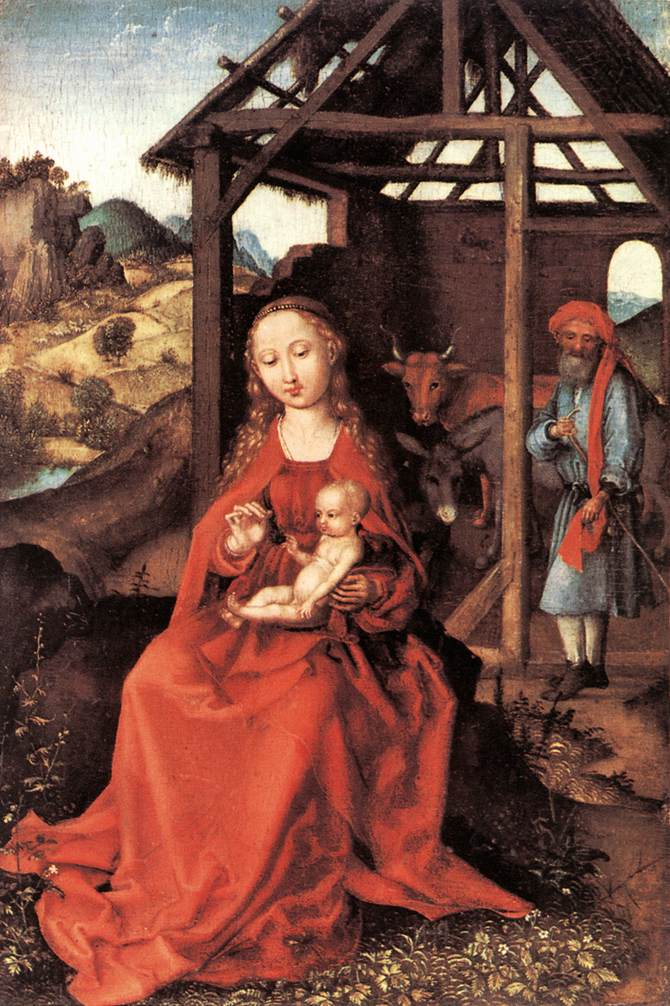
『聖家族』（1470年頃）アルテ・ピナコテーク蔵

マルティン・ショーンガウアー（Martin Schongauer 1448年頃 - 1491年2月2日）は、ドイツの画家、エングレービング版画家。絵は生前から高く評価され、版画は広く流布された。

## 略歴
アルザス地方コルマール生まれ。父親はバイエルンシュヴァーベン地方アウクスブルク出身の金細工職人であった。父親の工房で働いた後、コルマールの画家、キャスパー・イセンマン(Caspar Isenmann)の弟子になったと推定されている。その後、ニュルンベルクのハンス・プライデンヴルフ(Hans Pleydenwurff)の工房で働き、ヤン・ファン・エイクやロヒール・ファン・デル・ウェイデンの新しい絵画のスタイルから影響されたと考えられている。
1465年からライプツィヒの大学に在籍した後、1469年か1470年から修行のためにブルゴーニュやオランダへ旅をして、1470年から故郷のコルマールで活動を始め画家として成功した。
1473年「薔薇の生垣の聖母」≫Muttergottes im Rosenhag≪を制作している。この頃イーゼンハイムの修道院のために祭壇扉画を2枚描いた。
1489年頃にコルマールとフライブルクの丁度中間に位置するブライザハ（Breisach am Rhein）に移住し、1491年にその地で亡くなるまで聖シュテファン大聖堂（Münster St.Stephan）の大壁画「最後の審判」の作成に取り組んだ。116枚の銅版画と52葉のスケッチが残されている。画像の愛らしさと均整の取れた構成のゆえに存命中に≫Hübsch Martin≪（「雅びのマルティン」）という異名を与えられた。

## 代表作
- 大天使ミカエル

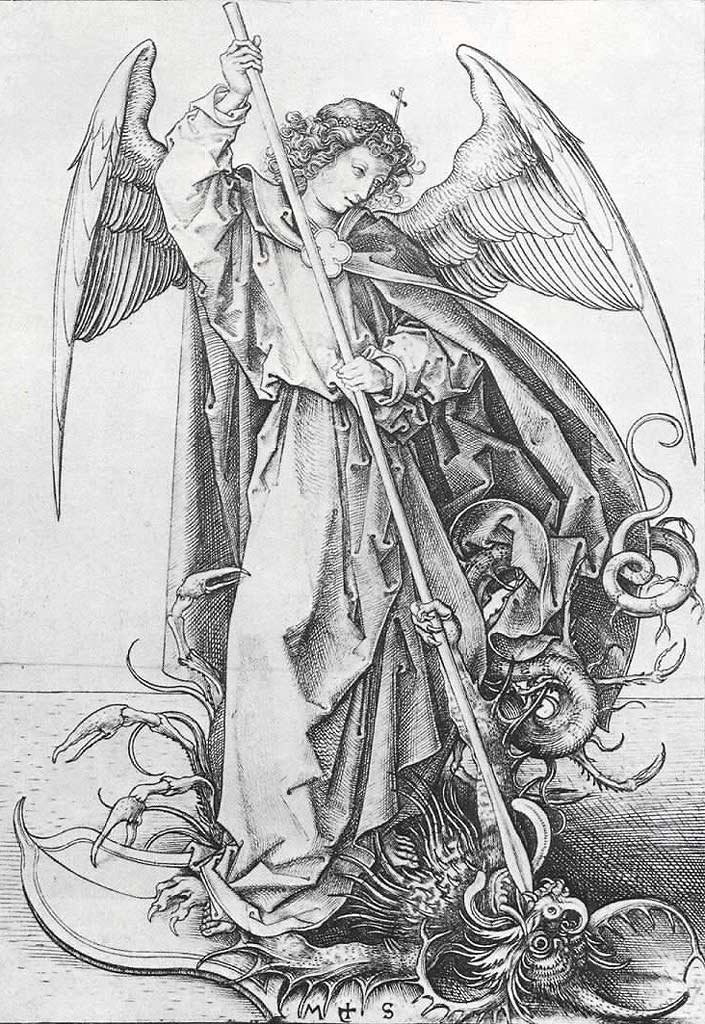
『大天使ミカエル』版画
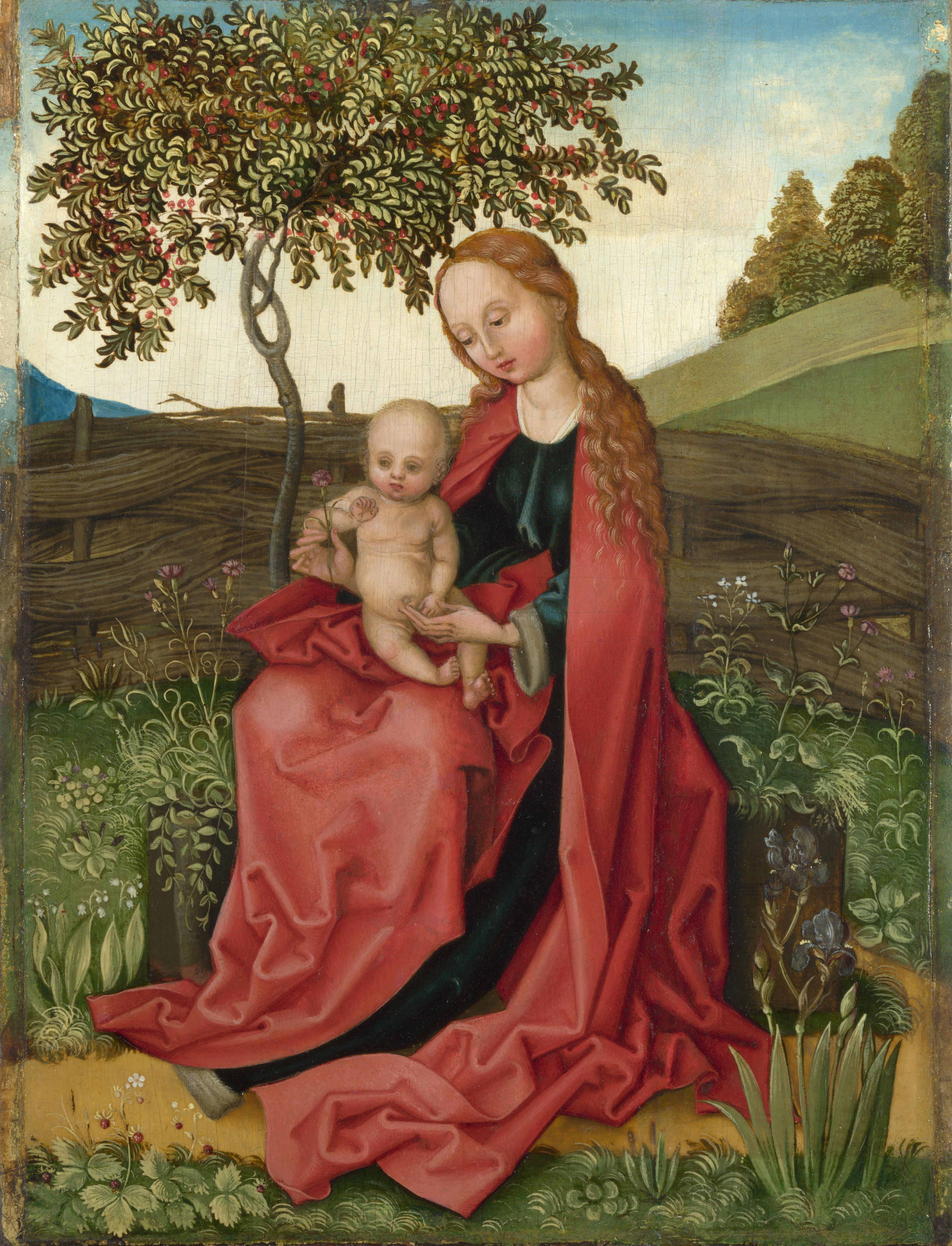
『庭園の聖母子』
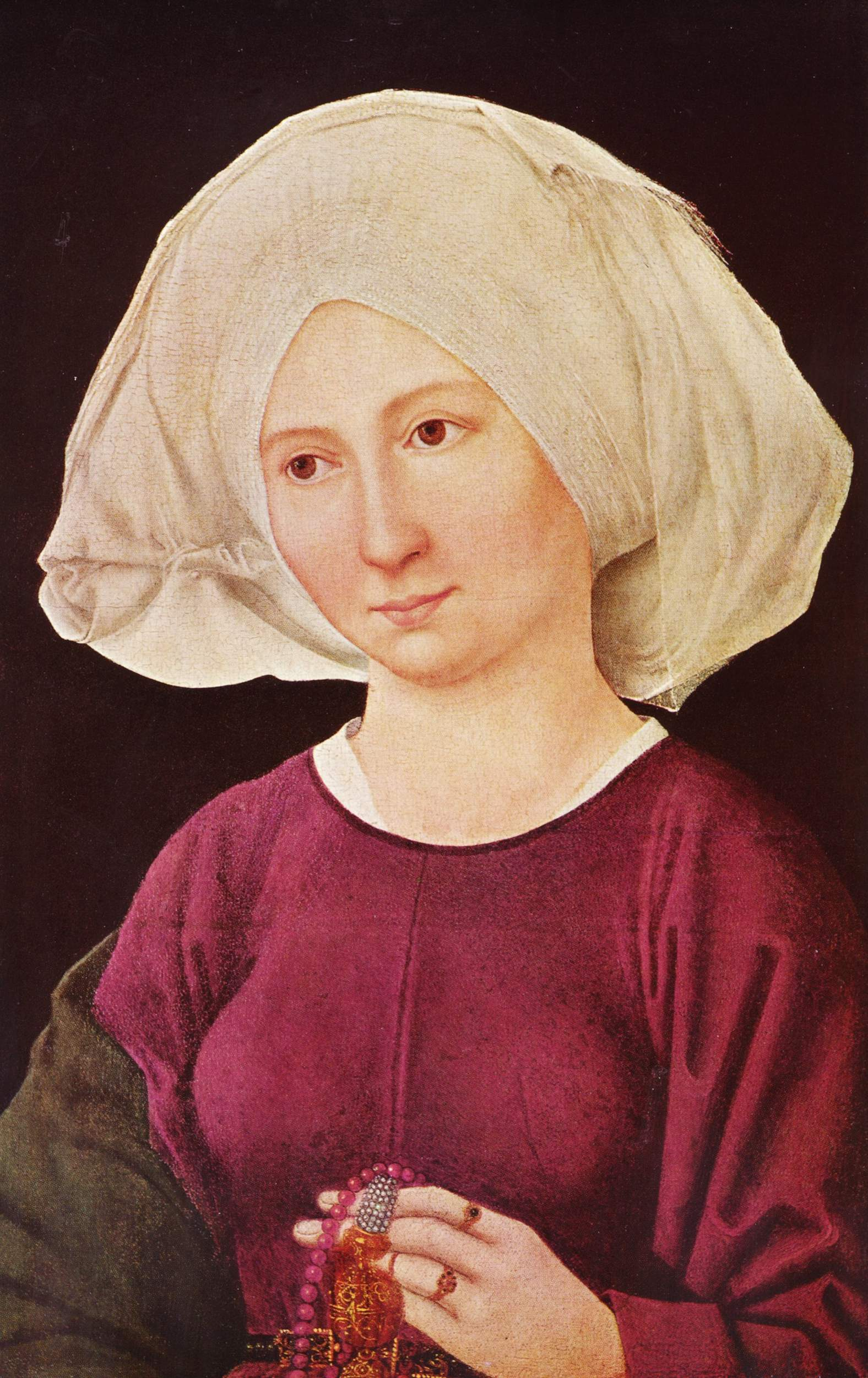
『若い女性の肖像』
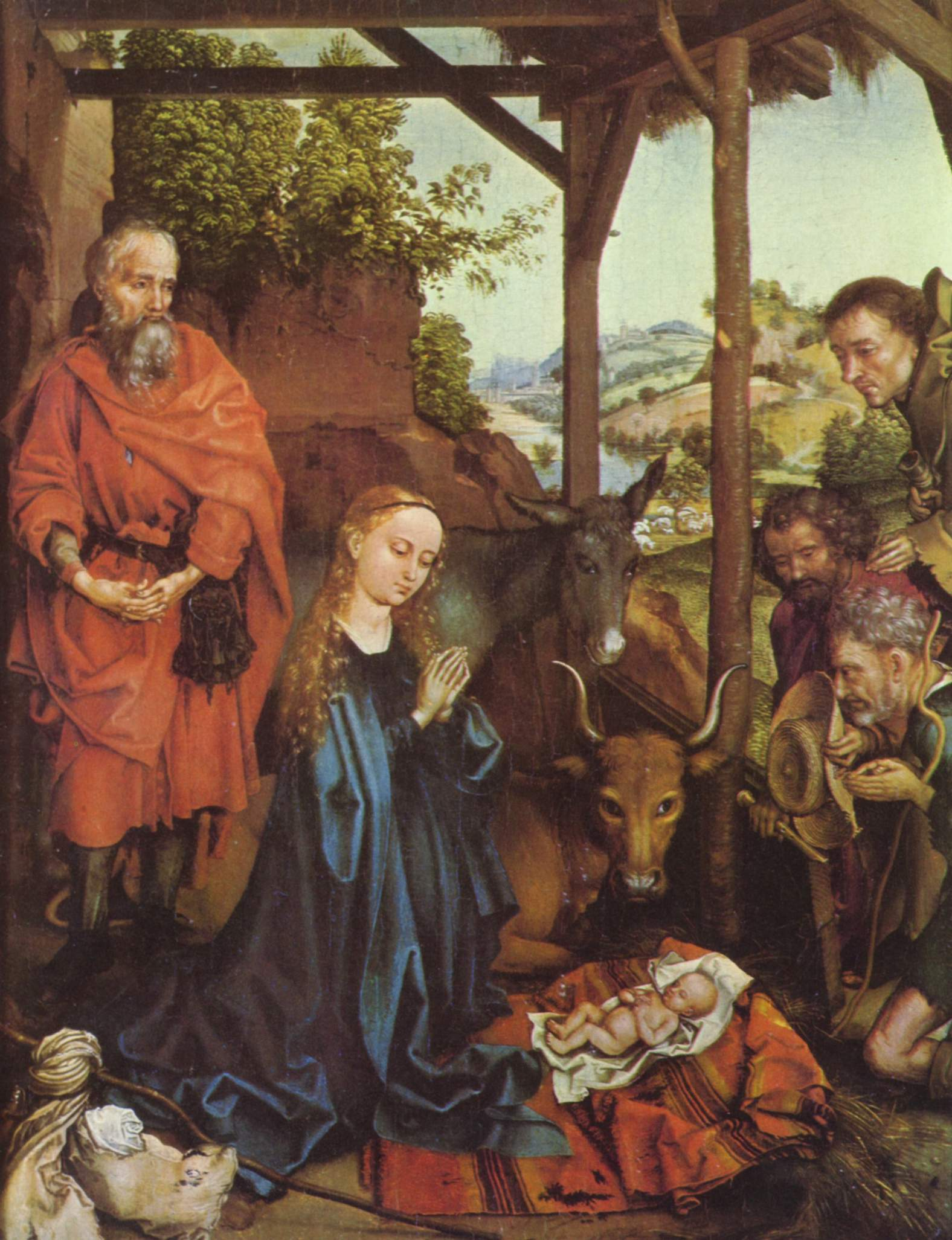
『羊飼いの礼拝』1475年頃、絵画館 (ベルリン)